# 434-й истребительный авиационный полк
434-й истребительный авиационный полк — воинская часть Вооружённых Сил СССР в Великой Отечественной войне.

## История

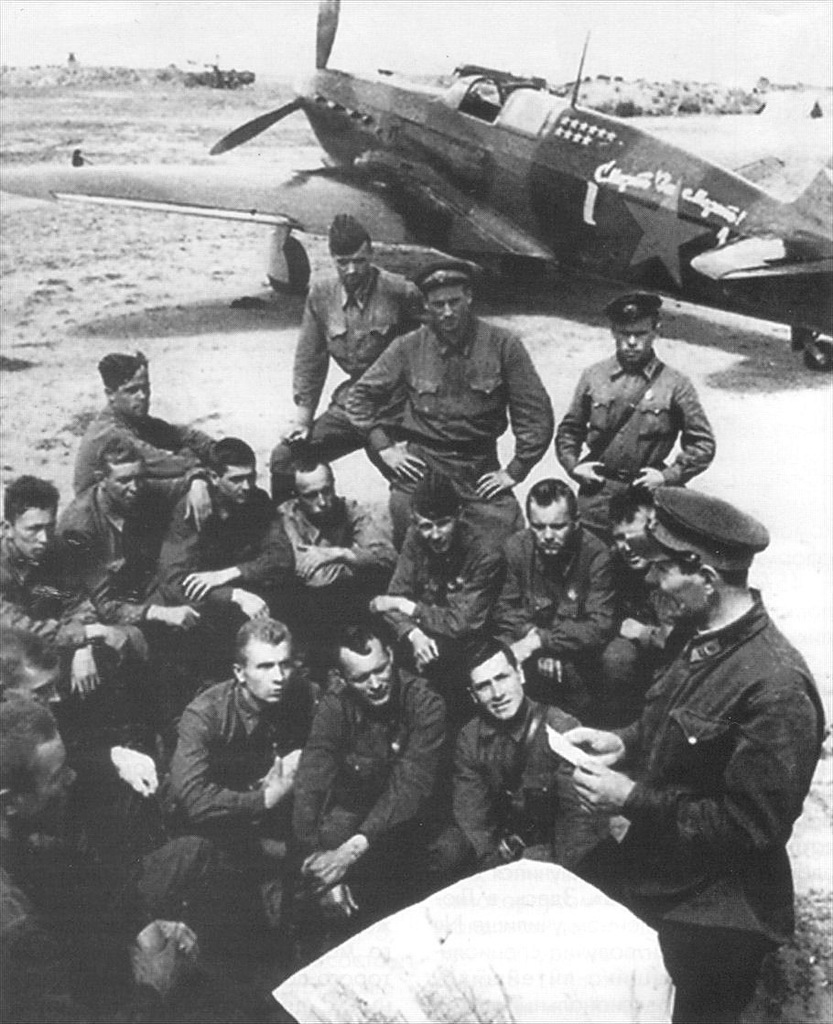
Политинформация в 434-м истребительном авиаполку. В первом ряду слева направо: Герои Советского Союза старший лейтенант И. Ф. Голубин, капитан В. П. Бабков, лейтенант Н. А. Карначенок (посмертно), стоит комиссар полка батальонный комиссар В. Г. Стрельмащук. Июль 1942 г.

Сформирован в ВВС Московского военного округа в двухэскадрильном составе 20 июля 1941 года во 2-м запасном авиационном полку на станции Сейма. Укомплектован «из лётчиков и техников расформированных частей на различных фронтах Отечественной войны». Был вооружён 20 истребителями ЛаГГ-3 первых серий, с одной пушкой, двумя 12,7-мм пулемётами БС и двумя 7,62-мм пулемётами ШКАС.
В середине августа 1941 года, после обучения и укомплектования, вылетел на фронт.
В составе действующей армии с 22 августа 1941 по 12 марта 1942, с 13 июня 1942 по 6 июля 1942, с 15 июля 1942 по 3 августа 1942 и с 14 сентября 1942 по 3 октября 1942 года.
22 августа 1941 прибыл на аэродром Большая Коломенка, неподалёку от Боровичей и вошёл в состав 2-й резервной авиагруппы. Приступил к боевым действиям в районе Демянска, Старой Руссы, Новгорода. Первая потеря полка была 9 сентября 1941 года, первая победа полка зафиксирована над Демянском 11 сентября 1941 года. Полк вёл напряжённую деятельность, прикрывая наземные войска, вылетая на перехват бомбардировщиков, штурмуя наземные войска и аэродромы противника, проводя воздушную разведку. Так, за 14 сентября 1941 года полк совершил 15 вылетов, 15 сентября — 6, 16 сентября — 56, 18 сентября 75 боевых вылетов. Уже через месяц, к 26 сентября 1941 года, в полку осталось только 5 исправных самолётов, и в этот день полк вылетал на штурмовку аэродрома противника в Любани. Всего за период с 4 по 29 сентября полк произвёл 230 боевых вылетов, провёл 22 воздушных боя, отчитался о 12 сбитых самолётах противника, произвёл 42 штурмовки. Сам полк потерял в боях 9 самолётов и 4 лётчика, а также 8 самолётов составили небоевые потери.
29 сентября 1941 года полк сдал остававшиеся самолёты и убыл в Сейму, где укомплектовался истребителями и был пополнен. 29 октября 1941 года полк в составе 22 самолётов прибыл на аэродром у деревни Покрома Хвойнинского района Ленинградской области. С 30 октября 1941 года по 3 января 1942 года полк, участвуя в Тихвинских оборонительной и наступательной операциях, наносил удары по противнику в районах Тихвина, Чудово, Киришей и Грузино. Только за месяц, с 30 октября по 1 декабря 1941 года полк потерял 15 самолётов (9 в небоевых потерях). С января 1942 по марте 1942 года полк всего семью лётчиками, участвуя в Любанской операции, вёл боевые действия с аэродрома Красница (близ станции Неболчи). За период с 30 октября 1941 года по 10 марта 1942 года полк произвёл 515 боевых вылетов, провёл 47 воздушных боёв, 113 штурмовок и отчитался об уничтожении 16 самолётов противника в воздушных боях и 6 на земле, 275 автомашин, до 20 железнодорожных вагонов, подавлении 54 зенитных батарей, уничтожении 7 складов с боеприпасами, а также разбросал 500 тысяч листовок. 10 марта 1942 года полк сдал оставшиеся самолёты и 12 марта 1942 года убыл в 6-й запасной авиационный полк на аэродром в городе Рассказово (Тамбовская область).
С 1 апреля по 17 мая 1942 года полк проходит переобучение на самолёты Як-1. 20 мая 1942 года полк перебазировался в Люберцы, где начал укомплектование в трёхэскадрильном составе. По инициативе В. И. Сталина, занимавшего должность начальника инспекции ВВС, на базе полка стал создаваться особый полк, в который стали зачислять наиболее опытных и отличившихся лётчиков.
12 июня 1942 года полк в двухэскадрильном составе (в третьей на тот момент не было пилотов) перелетел на аэродром Песчанка рядом с городом Валуйки и приступил к боям. Вылетает на перехват самолётов противника в районах Валуйки, Купянск, Уразово, Бологовка, Пристень, Двуречная. 5 июля 1942 года полк передал оставшиеся самолёты другим частям и 6 июля убыл в Люберцы. За три недели полк отчитался о 35 уничтоженных самолётах противника в 29 воздушных боях и 4 потерянных самолётах.
Полк получает истребители Як-7Б и продолжает укомплектование лётчиками-асами, а также инструкторами лётных училищ. 15 июля 1942 года полк прибыл на аэродром Гумрак. Командованию 8-й воздушной армии Василием Сталиным было отдано следующее указание:
«434-й ИАП подчиняется непосредственно мне… Довожу до вашего сведения, что 434-й ИАП крайне нам дорог, так как в его состав вошли специально подобранные лётчики с большим боевым опытом, поэтому использовать его зам. НКО генерал-лейтенант авиации Новиков А. А. приказал только для воздушного боя и преимущественно для уничтожения бомбардировочной авиации противника…»
Вместе с 150-м бомбардировочным полком на Пе-2, в котором также были собраны лучшие лётчики и 484-м истребительным авиационным полком, 434-й авиаполк составил особую авиационную группу под командованием В. И. Сталина, которая приступила к боевым действиям на подступах к Сталинграду. Первая победа над Сталинградом состоялась 18 июля 1942 года. С 25 июля 1942 года полк в основном задействован на прикрытии переправ через Дон в районе Калача, совершает по 60-70 боевых вылетов в день. Вечером 31 июля и утром 1 августа полк 1942 года в составе 20 Як-7Б перелетел на полевой аэродром Пичуга севернее Сталинграда, а 3 августа 1942 года полк вновь убыл в Люберцы. За период с 13 июля по 3 августа 1942 года лётчики полка совершили 827 боевых вылетов и в 29 воздушных боях уничтожили 55 самолётов противника, причём полк отчитался о 32 сбитых самолётах только за один день 26 июля 1942 года. Потери полка составили два пилота: один погибшим и один взятый в плен.
Полк предполагалось перевооружить на Ла-5, но лётчики полка отказались и 3 сентября 1942 года полк вновь получил Як-7Б в Саратове, к 14 сентября 1942 года перебазировался на полевой аэродром «Совхоз Сталинградский» в шестидесяти километрах севернее Сталинграда. Через несколько дней в состав полка было включено звено из женского 586-го истребительного авиационного полка. С 14 сентября 1942 года полк вновь ведёт очень напряжённую боевую работу над Сталинградом и Котлубанью. 14 сентября. 4 октября1942 года полк сдал оставшиеся самолёты в 220-ю истребительную дивизию и убыл на укомплектование в Люберцы. За бои сентября 1942 года полк совершил 652 боевых вылета, провёл 48 воздушных боёв и заявил об уничтожении 83 самолётов противника. При этом полк потерял 16 лётчиков погибшими и 22 самолёта.
22 ноября 1942 года приказом Наркома обороны СССР № 374 434-й истребительный авиационный полк был преобразован в 32-й гвардейский истребительный авиационный полк.

## Подчинение
| Дата            | Фронт (округ)             | Армия                | Корпус                           | Дивизия |
| --------------- | ------------------------- | -------------------- | -------------------------------- | ------- |
| 01.09.1941 года | Ленинградский фронт       | -                    | 2-я резервная авиационная группа | -       |
| 01.10.1941 года | -                         | 4-я армия            | 2-я резервная авиационная группа | -       |
| 01.11.1941 года | Ленинградский фронт       | -                    | 2-я резервная авиационная группа | -       |
| 01.12.1941 года | Ленинградский фронт       | -                    | 2-я резервная авиационная группа | -       |
| 01.01.1942 года | Волховский фронт          | -                    | 2-я резервная авиационная группа | -       |
| 01.02.1942 года | Волховский фронт          | 59-я армия           | 2-я резервная авиационная группа | -       |
| 01.03.1942 года | Волховский фронт          | 59-я армия           | 2-я резервная авиационная группа | -       |
| 01.04.1942 года | Приволжский военный округ | -                    | -                                | -       |
| 01.05.1942 года | Приволжский военный округ | -                    | -                                | -       |
| 01.06.1942 года | Резерв Ставки ВГК         | -                    | -                                | -       |
| 01.07.1942 года | Юго-Западный фронт        | 8-я воздушная армия  | -                                | -       |
| 01.08.1942 года | Сталинградский фронт      | -                    | -                                | -       |
| 01.09.1942 года | на переформировании       | -                    | -                                | -       |
| 01.10.1942 года | Донской фронт             | 16-я воздушная армия | -                                | -       |
| 01.11.1942 года | Резерв Ставки ВГК         | -                    | -                                | -       |

## Командиры
- Карягин, Александр Александрович, майор, 08.1941 — 11.1941
- Панчев Константин Иванович(зам. ком.), майор, врио  11.1941 — 05.1942
- Клещёв, Иван Иванович, майор, 05.1942 — 19.09.1942
- Семёнов, Александр Фёдорович, майор, врио с 19.09.1942

## Отличившиеся воины полка
| Награда | Ф. И.О.                           | Должность                                                                                        | Звание            | Дата награждения | Примечания                                                     |
| ------- | --------------------------------- | ------------------------------------------------------------------------------------------------ | ----------------- | ---------------- | -------------------------------------------------------------- |
|         | Алкидов, Владимир Яковлевич       | командир звена                                                                                   | лейтенант         | 12.08.1942       | за боевые подвиги в Сталинградской битве                       |
|         | Бабков, Василий Петрович          | штурман полка                                                                                    | капитан           | 23.11.1942       |                                                                |
|         | Баклан, Андрей Яковлевич          | командир звена                                                                                   | старший лейтенант | 23.11.1942       |                                                                |
|         | Власов, Николай Иванович          | старший инспектор по технике пилотирования истребительной авиации Инспекции Военно-Воздушных Сил | подполковник      | 23.11.1942       | Воевал в составе полка, но не числился в нём. Погиб 26.01.1945 |
|         | Карначёнок, Николай Александрович | командир звена                                                                                   | лейтенант         | 23.11.1942       | погиб 22.09.1942                                               |